# Lussac, Charente
Lussac är en kommun i departementet Charente i regionen Nouvelle-Aquitaine i västra Frankrike. Kommunen ligger  i kantonen Saint-Claud som ligger i arrondissementet Confolens. År 2022 hade Lussac 293 invånare.

## Befolkningsutveckling
Antalet invånare i kommunen Lussac
Referens:INSEE